# Larroucau
Pour les articles homonymes, voir Larroucau.
Larroucau est une ancienne commune du Gers. En 1824, elle est rattachée à la commune de Mongausy.

## Géographie
Larroucau constitue la partie orientale de l'actuelle commune de Mongausy. Sa superficie est de 307 hectares.
La commune est traversée du sud-sud-ouest vers le nord-nord-est par la Marcaoue.

## Histoire
Larroucau appartenait autrefois au Comminges, et non pas à la Gascogne. L'église dédiée à Notre Dame, située près du château de Tancouet, est reconnue comme la vraie paroisse du lieu de Larroucau, annexe de Gaujac au diocèse d'Auch. 
En 1714, l'église de Saint-Laurenx, qui se trouve aussi à Larroucau, est reconnue comme chapelle votive.
Après la Révolution, Larroucau fut déclaré commune, et rattaché au château de Gaujac.
En 1824, la commune de Larroucau est rattachée à celle de Mongausy.